# Organização política de Hispânia
A organização política de Hispania refere-se à classificação territorial e local da política durante o domínio romano sobre a península ibérica.
Durante o prolongado período de governo de Roma em Hispania produziram-se substanciais mudanças nas estruturas de governo, bem como nas divisões administrativas do território que a seguir detalhar-se-ão cronologicamente.

## Divisões provinciais
Todo o império romano estava dividido em províncias. Dentro destas províncias, exercia-se o governo desde uma capital. As províncias eram governadas por um pretor, procónsul ou cónsul, dependendo da importância estratégica ou sua conflictividade. No caso de Hispania e ao longo de sua história, estas estruturas de governo foram-se alternando à medida que a conquista do território fazia-se efetiva e, posteriormente, em função da adaptação da cada província aos costumes e modos de vida romanos.
As províncias romanas dividiam-se a sua vez em «conventus» ou partidos jurídicos, com sede nas cidades mais significativas da zona.

### Divisão provincial da República

Primeira divisão de Hispania em duas províncias: Citerior e Ulterior.

Desde os primeiros anos de presença romana em Hispania estabeleceram-se duas províncias: a Citerior (próxima), ao norte e este, e a Ulterior (longínqua), ao sul e ao oeste peninsular. Ainda que tecnicamente dividiam a península ibéria em duas metades, na prática o domínio romano centrava-se na costa mediterrânea, e por tanto a maior parte da Península ficava controlada pelos povos autóctonos (Celtiberos, galaicos,  lusos, ilergetes e ástures). Entre os anos 218 a.C. e 205 a.C. em que os cartagineses foram definitivamente expulsados do território hispânico, o poder político era exercido desde a capital tarraconense, fundada durante a terceira guerra púnica; e posteriormente, ao criar-se a primeira divisão territorial entre as províncias Citerior e Ulterior, o centro de governo da última passaria a ser exercido desde Corduba (a actual Córdova).

#### O governo de Sertório
Quinto Sertório, quem junto aos simpatizantes do chamado «partido popular», alinhado com os interesses das classes baixas e que favoreciam à assembleia da plebe, se opunha ao governo oligárquico do partido optimate, do qual era membro o ditador Sula, se estabeleceu em Hispania. Ali criaram de facto um governo republicano paralelo ao de Roma, recusando as incursões militares que pretendiam instaurar o domínio do governo silano durante ao menos oito anos. Neste tempo, as instituições republicanas, já em franca decadência no resto do império, foram mantidas no território peninsular. A vida de Sertorio acabou finalmente por causa de uma conjura por parte de Perpenna, no 72 a.C. Após sua morte, Pompeu derrotou ao exército sertoriano, que já não estava comandado por seu decisivo comandante assassinado, e portanto, com os vestígios que ainda ficavam do republicanismo romano.

### Divisão provincial de Augusto

Divisão provincial de Augusto. Hispania fica dividida em três províncias: Tarraconense, Bética e Lusitânia.

No ano 27 a.C., depois da conquista efetiva da maior parte da Península, Octavio Augusto divide Hispania em três províncias, telefonemas Bética, Lusitânia e Tarraconense.
Enquanto as províncias Tarraconensis e Lusitania eram províncias imperiais (o que supunha que era o próprio imperador quem nomeava a seus governadores) devido à sua maior conflitividade, a Bética era uma província senatorial, ao ser menos conflictiva, e era o senado o que nomeava os governadores desta última. Com poucas mudanças, seria a divisão provincial de Augusto a que perduraria durante praticamente todo o período imperial, já que a seguinte grande divisão, a de Diocleciano, sucederia menos de cem anos dantes da invasão de Hispania pelas tribos bárbaras.

#### Divisão de Caracalla

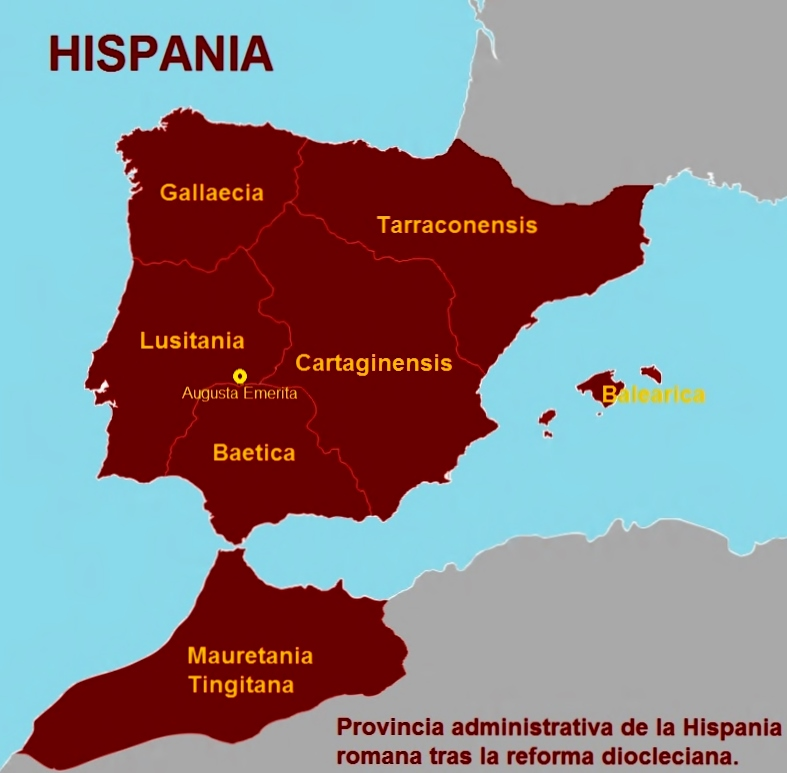
Divisão provincial de Diocleciano em 298.

Esta foi uma divisão da Tarraconense na chamadas Província Hispania Nova Citerior e Asturiae-Calleciae, e durou muito pouco tempo. No ano 238, a província Tarraconense foi reunificada de novo até ser dividida definitivamente pela posterior reestruturação de Diocleciano em 298.

### Divisão provincial de Diocleciano
No final do século III, o império romano se desmoronava, ao menos a sua parte ocidental. Depois das épocas de anarquia e guerras civis, o imperador Diocleciano compreende que não é possível manter junto um império da magnitude do romano, pelo que decide o dividir pela primeira vez em duas entidades independentes: o Império romano de Ocidente e o Império romano de Oriente. Diocleciano fica a cargo deste último, enquanto Maximiano governará o primeiro. Com tudo isto, Diocleciano propõe em 298 uma nova divisão administrativa para todo o império, o qual afetará a Hispania na criação de duas novas províncias: a província Cartaginense e a província de Galécia.
Outro dos efeitos da reordenação diocleciana é a criação da Diocese Hispaniarum, dependente da Prefectura das Galias. A província de Mauritânia Tingitana, no norte de África, inclui-se também na diócese.
No final do século IV, as Ilhas Baleares se desgataram administrativamente da Cartaginense para formar uma nova província romana, chamada Baleárica.

### A organização política local

Divisão em "conventus"

Na Hispânia romana, cada cidade e seus habitantes tinham um estatuto jurídico diferente: havia colônias, municípios e cidades não romanas.
Para adotar as instituições romanas, as cidades deviam receber dantes o estatuto de municipium, o que permitia a seus cidadãos notáveis, depois do exercício de alguma magistratura, optar à cidadania romana.
Entre estas, algumas foram declaradas colônias romanas, ou seja, parte integrante da cidade de Roma, e seus próprios habitantes tinham o reconhecimento e os direitos da cidadania romana. Ser cidadão de uma colónia implicava ser sujeito de direito romano (com todos os direitos), embora também existissem colónias de direito latino (com algumas restrições). Nas colônias foram aplicadas as mesmas formas e instituições de governo que em Roma.

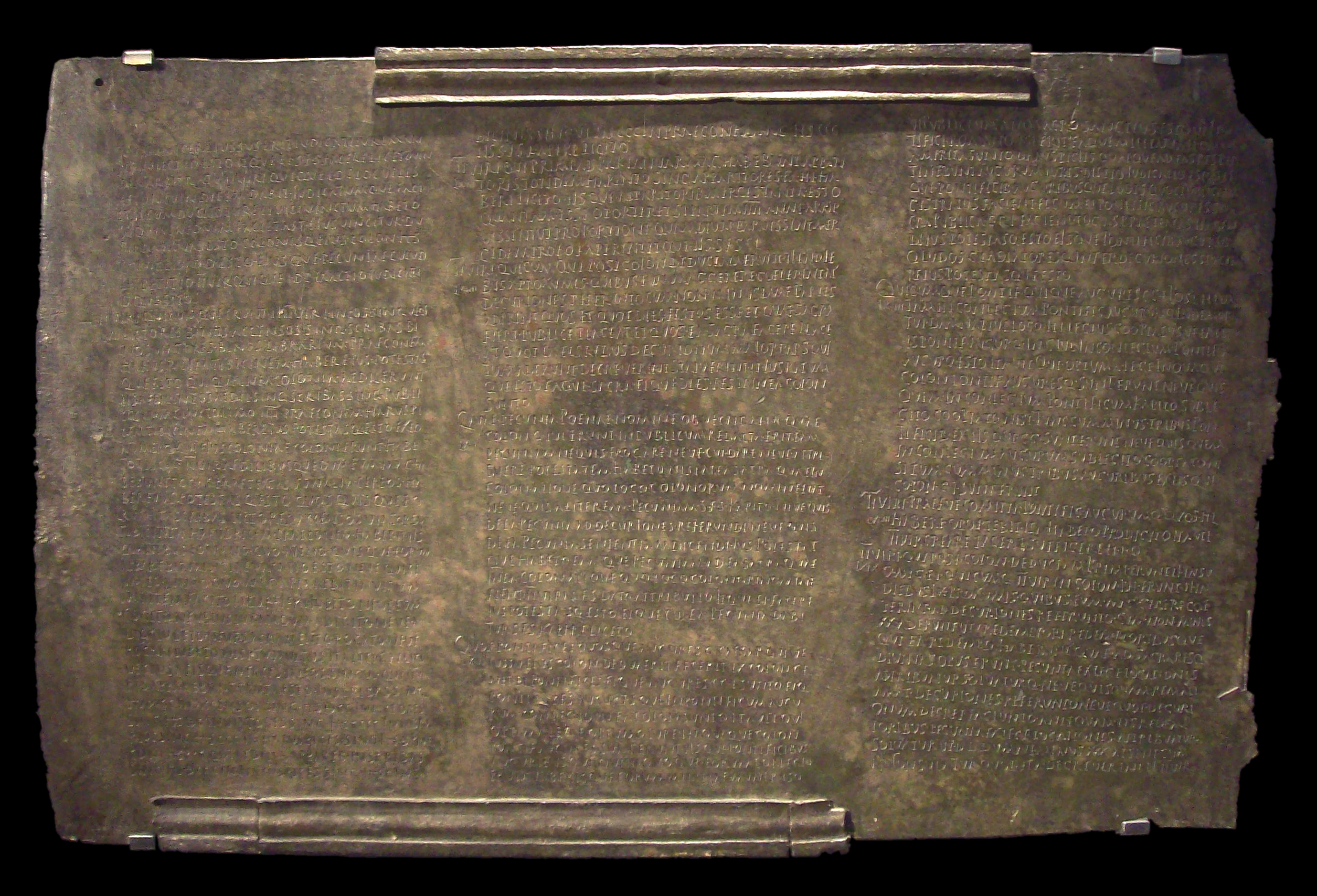
Lex Coloniae Genetivae Iuliae (MAN, Madrid), lei de fundação colonial de Urso (Século I)

As primeiras cidades privilegiadas com o estatuto de colónia romana foram :
- Corduba (Corduba Colónia Patricia, atual Córdova) em 46 a.C..
- Tarraco  (Colónia Iulia Vrbs Triumphalis Tarraconensis, atual Tarragona) em 45 a.C.
- Cartagena Nova (Colónia Vrbs Iulia Nova Carthago, atual Cartagena) em 44 a.C..
- Hispalis (Colónia Iulia Romula Hispalis, atual Sevilha) em 45 a.C.

Já durante o principado de Augusto se criam as colónias de :
- Emerita (Colónia Iulia Augusta Emerita, atual Mérida) em 25 a.C.
- Cesaraugusta (Colónia Caesar Augusta, atual Saragoça) em 14 a.C.
- Astigi (Colónia Augusta Assina Astigi, atual Écija) em 14 a.C.
- Illici (Colónia Iulia Ilici August, atual Elche).
- Tucci (Colónia Augusta Tuccitana, atual Martos)
- Acci (Colónia Iulia Gémea Acci, atual Guadix)

As cidade de Clunia (Colónia Clunia Sulpicia) foi ascendida à faixa colonial durante o curto governo de Galba no ano 68 d.C., e a cidade de Itálica (Clúnia Aelia Augusta Itálica) durante o mandato de Adriano.
Existem dúvidas sobre o status colonial da cidade de Gades (Cádis). As cidades de Lucus Augusti (Lugo), Bracara Augusta (Braga) e Asturica Augusta (Astorga), importantes cidades romanas e capitais de seus respectivos conventos jurídicos só atingiram a faixa municipal.
Para atingir o estatuto municipal, uma cidade devia cumprir uma série de requisitos a respeito de sua urbanização, como contar com adequados serviços públicos, adaptados aos costumes e modo de vida romano. Disso deviam se encarregar principalmente os notáveis de dita cidade através das construções de tipo evergético destinadas a tal fim. Uma vez atingida a consideração de município, seus governantes deviam seguir impulsionando e desenvolvendo a cidade sufragando obras deste tipo com o fim de obter mais mordomias sociais.

### As magistraturas locais

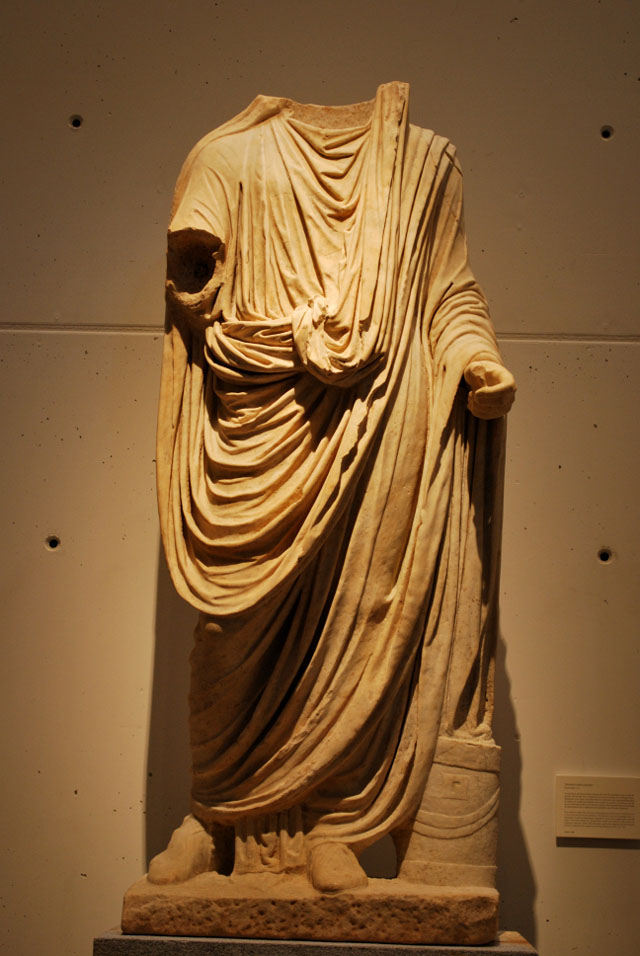
Escultura de Augusto togado que presidia a curia local de Carthago Nova.

A política local tinha sua base nas magistraturas. Estas magistraturas, segmentadas em níveis, eram as encarregadas do governo local. O período de vigência das magistraturas era de um ano. De menor a maior faixa, as magistraturas dividiam-se em:
- Cuestores: Os cuestores eram os encarregados da arrecadação e formavam a faixa inferior da magistratura. Os cuestores locais estavam em contacto com os provinciais para a administração dos impostos.
- Ediles: Encarregados da segurança pública e de impor sanções, bem como da organização dos jogos e a regulação do funcionamento dos mercados.
- Duoviros e Quattuorviros: O «duunvirato» era a máxima faixa na magistratura local, os duoviros eram o também o máximo poder executivo do município. Encarregavam-se de elaborar o censo, da designação dos juízes, a administração das finanças e do cumprimento dos preceitos religiosos na cidade.

As magistraturas locais eram eleitas anualmente por sufrágio entre os cidadãos, e elegiam-se dois magistrados para a cada uma delas, isto é, duas cuestores, duas ediles e duas duoviros. Em algumas ocasiões, os magistrados tinham direito ao veto sobre as decisões de seu colega.
Por outro lado, o acesso à magistratura encontrava-se limitado àqueles cidadãos cuja capacidade económica permitisse-lhe fazer frente ao pagamento da «summa honoraria», uma quantidade estipulada por lei de que devia gastar na organização de jogos, bem como em outras actividades municipais, telefonemas «evergéticas». Estas actividades consistiam não só na organização de espectáculos lúdicos, sina que incluíam ademais a construção de todo o tipo de infra-estruturas necessárias para o progresso urbano bem como de templos e outros edifícios de uso público. Destas actividades fica uma nutrida constancia na epigrafia repartida por toda Hispania, onde as famílias importantes faziam constar sua contribuição ao desenvolvimento das cidades. No aspecto económico, as actividades desenvolvidas pelas magistraturas representavam um contribua fundamental para a economia da zona devido à redistribuição de parte da riqueza acumulada por estas famílias.

### A curia
Em determinados municípios, e dependendo de sua importância, podia existir ademais uma curia ou senado local. A curia elegia-se a cada cinco anos mediante a «lectio senatus», e estava formado por aqueles cidadãos que anteriormente tivessem exercido as magistraturas locais, que ao entrar na curia recebiam o nome de «decuriones».

### A reforma de Vespasiano

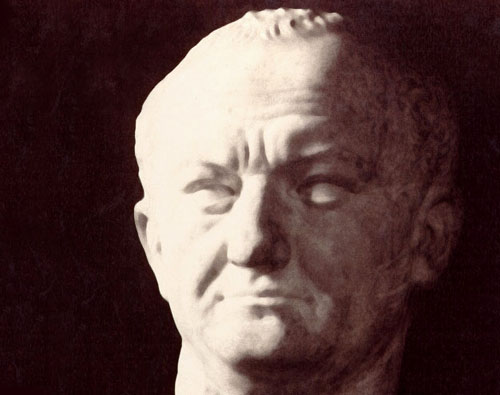
O imperador Vespasiano.

Cabe destacar dentro da política local romana a reforma efetuada por Vespasiano em 73 ou 74 d.C., promulgando em toda a Península o chamado «Edicto de Latinidad». Este edicto supôs que todas as cidades de Hispania que ainda se regiam por estatutos «peregrinos» passaram a se converter em municípios de direito latino. Portanto, seus cidadãos podiam aceder à cidadania romana depois do exercício de uma magistratura.
Esta medida se enmarca dentro da «Lex Flavia Municipalis», uma reordenação geral das estruturas de governo local ao longo e largo do império que outorga as instituições do direito latino a todas as cidades do mesmo. Isto, mais que uma medida de graça, se considera uma tentativa de integrar a todos os territórios do império numa rede contributiva mais eficiente com o fim de incrementar os impostos arrecadados.
A reforma de Vespasiano teve mais repercussão no interior peninsular que nas áreas do levante e a Bética, onde a romanização das instituições se tinha produzido em grande parte durante o período republicano e o governo de Augusto.